# If Liberty Isn't Given, It Should Be Taken
Albums de GFK
In Defence of Politics
(2002) Thanatopolicy
(2006)
If Liberty Isn't Given, It Should Be Taken est un album du groupe de metalcore canadien GFK, sorti en septembre 2004 sur l'étiquette canadienne G7 Welcoming Committee (en).

## Liste des titres
Toutes les chansons sont écrites et composées par GFK.
| 1.    | The End of Our Contribution to Modern Slavery            | 2:23 |
| 2.    | Rethinking Basic Antiracism                              | 1:43 |
| 3.    | Globaliverne                                             | 1:57 |
| 4.    | Time and Space Compression                               | 2:41 |
| 5.    | Years of Feminism Destroyed                              | 4:00 |
| 6.    | Matthew Sheppard, Carlos Giuliani...                     | 3:05 |
| 7.    | Prison of Life                                           | 2:55 |
| 8.    | Power Is Invisible Until You Provoke It                  | 1:59 |
| 9.    | Todo Para Todos                                          | 2:29 |
| 10.   | Religious Icons Are Creations of Men                     | 2:36 |
| 11.   | Direct Action Is More Than Wearing a Che Guevara T-Shirt | 3:34 |
| 29:21 |                                                          |      |

### Chroniques
- (en) Jill Mikkelson, « GFK - If Liberty Isn't Given, It Should Be Taken - Music Reviews », sur Exclaim!, 1er octobre 2004 (consulté le 26 janvier 2020)
- (en) Daniel Cressey, « Gfk - If Liberty Isn't Given, It Should Be Taken - Review », sur Pennyblackmusic, 16 octobre 2004 (consulté le 26 janvier 2020)
- (en) « [home] [reviews] [GFK] If Liberty Isn't Given, It Should Be Taken », sur silentstagnation.de (consulté le 26 janvier 2020)